# Département de Jinotega
Le département de Jinotega (en espagnol : Departamento de Jinotega) est un des 15 départements du Nicaragua. Il est étendu sur 9 755 km² et a une population de 467 969 habitants (estimation 2019). Sa capitale est Jinotega.

## Géographie
Le département est limitrophe :
- au nord, de la république du Honduras ;
- à l'est, de la région autonome de la Côte caraïbe nord ;
- au sud, du département de Matagalpa ;
- au sud-ouest, du département d'Estelí ;
- à l'ouest, des départements de Madriz et de Nueva Segovia.

## Municipalités
Le département est subdivisé en 8 municipalités :
- El Cuá
- Jinotega
- La Concordia (Jinotega)
- San José de Bocay
- San Rafael del Norte
- San Sebastián de Yalí
- Santa María de Pantasma
- Wiwilí de Jinotega